# Паезе
Паезе (итал. Paese) је насеље у Италији у округу Тревизо, региону Венето.
Према процени из 2011. у насељу је живело 9395 становника. Насеље се налази на надморској висини од 29 м.

## Становништво
Према резултатима пописа становништва 2011. у општини је живело 21.432 становника.
| 1931. | 1936. | 1951. | 1961. | 1971.  | 1981.  | 1991.  | 2001.  | 2011.  |
| ----- | ----- | ----- | ----- | ------ | ------ | ------ | ------ | ------ |
| 7.854 | 7.916 | 9.268 | 9.543 | 11.016 | 13.825 | 15.845 | 18.407 | 21.432 |